# Pakuratahi (rivière)
Le fleuve Pakuratahi  (en anglais : Pakuratahi River) est un cours d’eau de la région de Wellington situé dans l’Île du Nord de la Nouvelle-Zélande. 

## Géographie
Il s’écoule vers le nord-ouest à partir de sa source située dans la chaîne de Rimutaka à 15 km à l’est de la ville de Lower Hutt pour rejoindre ensuite le fleuve Hutt  près la ville de Kaitoke.